# Thomas Solstad
Thomas Solstad (Ski, 26 de febrero de 1997) es un jugador de balonmano noruego que juega de pívot en el TSV Hannover-Burgdorf. Es internacional con la selección de balonmano de Noruega.
Su primer gran campeonato con la selección fue el Campeonato Mundial de Balonmano Masculino de 2021.

## Palmarés

### Elverum Handball
- Liga de Noruega de balonmano (3): 2020, 2021, 2022

## Clubes
| Club                  | País      | Año         |
| --------------------- | --------- | ----------- |
| Follo HK              | Noruega   | 2013 - 2016 |
| Halden Topphåndball   | Noruega   | 2016 - 2019 |
| Elverum Håndball      | Noruega   | 2019 - 2022 |
| Bjerringbro-Silkeborg | Dinamarca | 2022 - 2024 |
| TSV Hannover-Burgdorf | Alemania  | 2024 - Act. |